# Svetovno prvenstvo športnih dirkalnikov sezona 1975
Svetovno prvenstvo športnih dirkalnikov sezona 1975 je bila triindvajseta sezona Svetovnega prvenstva športnih dirkalnikov, ki je potekalo med 1. februarjem in 13. avgustom 1975. Naslov konstruktorskega prvaka sta osvojila  Alfa Romeo (in Porsche (GT).

## Spored dirk
| Št | Ime                  | Dirkališče                     | Datum                 |
| -- | -------------------- | ------------------------------ | --------------------- |
| 1  | 24 ur Daytone†       | Daytona International Speedway | 1. februar 2. februar |
| 2  | 1000 km Mugella      | Mugello Circuit                | 23. marec             |
| 3  | 800 km Dijona        | Dijon-Prenois                  | 6. april              |
| 4  | 1000 km Monze        | Autodromo Nazionale Monza      | 20. april             |
| 5  | 1000km Spa           | Circuit de Spa-Francorchamps   | 4. maj                |
| 6  | Coppo Florio         | Autodromo di Pergusa           | 18. maj               |
| 7  | 1000 km Nürburgringa | Nürburgring                    | 1. junij              |
| 8  | 1000 km Zeltwega     | Österreichring                 | 29. junij             |
| 9  | 6 ur Watkins Glena   | Watkins Glen International     | 13. avgust            |

- † - Le za športne dirkalnike.

## Rezultati

### Po dirkah
| Št | Dirkališče        | Zmag. moštvo šp. dir.                  | Zmag. moštvo GT                                    | Poročilo |
| Št | Dirkališče        | Zmag. dirkača šp. dir.                 | Zmag. dirkača GT                                   | Poročilo |
| -- | ----------------- | -------------------------------------- | -------------------------------------------------- | -------- |
| 1  | Daytona           | -                                      | #59 Brumos Porsche                                 | Poročilo |
| 1  | Daytona           | Hurley Haywood Peter Gregg             |                                                    | Poročilo |
| 2  | Mugello           | #5 Elf Alpine-Renault                  | #44 Gelo Racing Team                               | Poročilo |
| 2  | Mugello           | Jean-Pierre Jabouille Gérard Larrousse | John Fitzpatrick Toine Hezemans Manfred Schurti    | Poročilo |
| 3  | Dijon-Prenois     | #2 Willi Kauhsen Racing Team           | #33 Gelo Racing Team                               | Poročilo |
| 3  | Dijon-Prenois     | Arturo Merzario Jacques Laffite        | John Fitzpatrick Toine Hezemans                    | Poročilo |
| 4  | Monza             | #2 Willi Kauhsen Racing Team           | -                                                  | Poročilo |
| 4  | Monza             | Arturo Merzario Jacques Laffite        |                                                    | Poročilo |
| 5  | Spa-Francorchamps | #2 Willi Kauhsen Racing Team           | #42 Porsche Club Romand                            | Poročilo |
| 5  | Spa-Francorchamps | Henri Pescarolo Derek Bell             | Claude Haldi Bernard Béguin                        | Poročilo |
| 6  | Pergusa           | #1 Willi Kauhsen Racing Team           | #48 Tebernum Porsche Racing                        | Poročilo |
| 6  | Pergusa           | Arturo Merzario Jochen Mass            | Hartwig Bertrams Clemens Schickentanz Reine Wisell | Poročilo |
| 7  | Nürburgring       | #1 Willi Kauhsen Racing Team           | #54 Jägermeister Kremer Racing                     | Poročilo |
| 7  | Nürburgring       | Arturo Merzario Jacques Laffite        | Helmut Kelleners Hans Heyer Bob Wollek             | Poročilo |
| 8  | Österreichring    | #2 Willi Kauhsen Racing Team           | #35 Porsche Club Oberösterrich                     | Poročilo |
| 8  | Österreichring    | Henri Pescarolo Derek Bell             | Franz Doppler Horst Felbermayr                     | Poročilo |
| 9  | Watkins Glen      | #4 Willi Kauhsen Racing Team           | #95 Bob Hagestad Porsche-Audi                      | Poročilo |
| 9  | Watkins Glen      | Henri Pescarolo Derek Bell             | Bob Hagestad Hurley Haywood                        | Poročilo |

### Konstruktorsko prvenstvo
Točkovanje po sistemu 20-15-12-10-8-6-4-3-2-1, točke dobi le najbolje uvrščeni dirkalnik posameznega konstruktorja. Stelo je sedem najboljših rezultatov.

#### Skupno prvenstvo
| Poz | Konstruktor    | 1. | 2. | 3. | 4. | 5. | 6. | 7. | 8. | 9. | Skupaj |
| --- | -------------- | -- | -- | -- | -- | -- | -- | -- | -- | -- | ------ |
| 1   | Alfa Romeo     |    | 15 | 20 | 20 | 20 | 20 | 20 | 20 | 20 | 140    |
| 2   | Porsche        | 20 | 12 | 15 | 15 | 10 | 12 | 12 | 12 | 10 | 98     |
| 3   | Alpine-Renault |    | 20 |    | 12 |    |    | 10 | 6  | 12 | 60     |
| 4   | Chevron        |    | 8  | 12 | 3  | 2  | 6  | 1  |    |    | 32     |
| 5   | Mirage         |    |    |    |    |    |    | 15 |    |    | 15     |
| 6   | March          |    |    |    |    |    |    | 4  | 8  |    | 12     |
| 7   | Ligier         |    | 4  | 6  |    |    |    |    |    |    | 10     |
| 8   | Lola           |    |    | 1  |    |    | 3  |    | 4  |    | 8      |
| 9   | Ferrari        | 4  |    |    |    |    |    |    |    |    | 4      |
| 10  | Chevrolet      |    |    |    |    |    |    |    |    | 2  | 2      |

#### Prvenstvo GT
| Poz | Konstruktor | 1. | 2. | 3. | 4. | 5. | 6. | 7. | 8. | 9. | Skupaj |
| --- | ----------- | -- | -- | -- | -- | -- | -- | -- | -- | -- | ------ |
| 1   | Porsche     | 20 | 20 | 20 |    | 20 | 20 | 20 | 20 | 20 | 140    |
| 2   | De Tomaso   |    | 8  |    |    |    |    |    |    |    | 8      |
| 3   | Ferrari     | 4  |    |    |    |    |    |    |    |    | 4      |